# Shani Davis
Shani Earl Davis (Chicago, 13 de agosto de 1982) es un deportista estadounidense que compitió en patinaje de velocidad sobre hielo. 
Participó en cuatro Juegos Olímpicos de Invierno, entre los años 2006 y 2018, obteniendo en total cuatro medallas, oro y plata en Turín 2006, en las pruebas de 1000 m y 1500 m, y oro y plata en Vancouver 2010, en las pruebas de 1000 m y 1500 m.
Ganó 4 medallas en el Campeonato Mundial de Patinaje de Velocidad sobre Hielo entre los años 2004 y 2008, 15 medallas en el Campeonato Mundial de Patinaje de Velocidad sobre Hielo en Distancia Individual entre los años 2004 y 2015, y 4 medallas en el Campeonato Mundial de Patinaje de Velocidad sobre Hielo en Distancia Corta entre los años 2007 y 2014.

## Palmarés internacional
| Juegos Olímpicos                           | Juegos Olímpicos                | Juegos Olímpicos  | Juegos Olímpicos        |
| Año                                        | Lugar                           | Medalla           | Prueba                  |
| ------------------------------------------ | ------------------------------- | ----------------- | ----------------------- |
| 2006                                       | Turín (Italia)                  | Medalla de oro    | 1000 m                  |
| 2006                                       | Turín (Italia)                  | Medalla de plata  | 1500 m                  |
| 2010                                       | Vancouver (Canadá)              | Medalla de oro    | 1000 m                  |
| 2010                                       | Vancouver (Canadá)              | Medalla de plata  | 1500 m                  |
| Campeonato Mundial                         |                                 |                   |                         |
| Año                                        | Lugar                           | Medalla           | Prueba                  |
| 2004                                       | Hamar (Noruega)                 | Medalla de plata  | Clasificación general   |
| 2005                                       | Moscú (Rusia)                   | Medalla de oro    | Clasificación general   |
| 2006                                       | Calgary (Canadá)                | Medalla de oro    | Clasificación general   |
| 2008                                       | Berlín (Alemania)               | Medalla de bronce | Clasificación general   |
| Campeonato Mundial en Distancia Individual |                                 |                   |                         |
| Año                                        | Lugar                           | Medalla           | Prueba                  |
| 2004                                       | Seúl (Corea del Sur)            | Medalla de oro    | 1500 m                  |
| 2007                                       | Salt Lake City (Estados Unidos) | Medalla de oro    | 1000 m                  |
| 2007                                       | Salt Lake City (Estados Unidos) | Medalla de oro    | 1500 m                  |
| 2008                                       | Nagano (Japón)                  | Medalla de oro    | 1000 m                  |
| 2008                                       | Nagano (Japón)                  | Medalla de plata  | 1500 m                  |
| 2009                                       | Richmond (Canadá)               | Medalla de oro    | 1500 m                  |
| 2009                                       | Richmond (Canadá)               | Medalla de bronce | 1000 m                  |
| 2011                                       | Inzell (Alemania)               | Medalla de oro    | 1000 m                  |
| 2011                                       | Inzell (Alemania)               | Medalla de oro    | Persecución por equipos |
| 2011                                       | Inzell (Alemania)               | Medalla de plata  | 1500 m                  |
| 2012                                       | Heerenveen (Países Bajos)       | Medalla de plata  | Persecución por equipos |
| 2012                                       | Heerenveen (Países Bajos)       | Medalla de bronce | 1000 m                  |
| 2013                                       | Sochi (Rusia)                   | Medalla de plata  | 1500 m                  |
| 2013                                       | Sochi (Rusia)                   | Medalla de bronce | 1000 m                  |
| 2015                                       | Heerenveen (Países Bajos)       | Medalla de oro    | 1000 m                  |
| Campeonato Mundial en Distancia Corta      |                                 |                   |                         |
| Año                                        | Lugar                           | Medalla           | Prueba                  |
| 2007                                       | Hamar (Noruega)                 | Medalla de bronce | Clasificación general   |
| 2009                                       | Moscú (Rusia)                   | Medalla de oro    | Clasificación general   |
| 2011                                       | Heerenveen (Países Bajos)       | Medalla de bronce | Clasificación general   |
| 2014                                       | Nagano (Japón)                  | Medalla de plata  | Clasificación general   |